# Бахти Герай
Бахти́ Гера́й (крым. Bahti Geray, بختى كراى‎), известный также как Дели-султан (Бешеный султан; ум. 1729) — кубанский сераскир (1699—1710, 1713—1726), нурэддин (1709) и калга (1709—1713), старший сын крымского хана Девлета II Герая.

## Биография
В 1699 году Девлет II Герай, первый раз занявший ханский престол, назначил своего старшего сына Бахти Герая сераскиром Кубанской орды. В 1709 году Девлет II, вторично занявший ханский престол, назначил Бахти Герая нурэддином. В том же 1709 году после конфликта хана Девлета II Герая со своим братом и калгой Саадетом Гераем Бахти Герай был назначен калгой-султаном. Нурэддином стал Бахадыр Герай, младший брат Бахти Герая. Должность калги Бахти Герай занимал с 1709 по 1713 год.
В 1711 году во время русско-турецкой войны калга-султан Бахти Герай предпринял неудачный набег на южнорусские земли и был остановлен калмыцким ханом Аюкой. В ответ русское командование решило полностью уничтожить Кубанскую орду и организовало большой карательный поход на Кубань. В конце августа — начале сентября 1711 года русские войска и 20-тысячная конница калмыков под командованием астраханского губернатора П. М. Апраксина вторглись во владения Кубанской орды. 
Существенное содействие русским оказали кабардинцы, которые разгромили отряды нурэддин-султана и не допустили присоединения к кубанцам других ногацев, кочеваших в верховьях Кубани. Калга-султан Бахти Герай, возглавивший объединенные силы кубанских ногайцев, потерпел поражение на реке Чале в сентябре 1711 года. Русско-калмыцкие войска методично уничтожали ногайские улусы на Кубани. Более 16 тысяч кубанцев было убито, а около 22 тысяч взято в плен. Калмыки захватили 2 тыс. голов верблюдов, 40 тыс. лошадей и почти 200 тыс. голов крупного рогатого скота. Все Прикубанье было полностью опустошено и разорено. В 1713 году после отстранения от престола хана Девлета II Герая и назначения на ханский трон его младшего брата Каплана I Герая царевич Бахти Герай потерял должность калга-султана. Бахти Герай бежал из Крыма в Черкессию, а оттуда перебрался в Кубанскую орду, где объявил себя новым сераскиром, не получив разрешения от нового крымского хана Каплана Герая. Вскоре к Бахти Гераю присоединился бывший нурэддин и младший брат Бахадыр Герай. С этого времени Бахти Герай получил прозвище «Дели-султан» («бешеный» или «шальной» султан). Снова оказавшись на Северо-Западном Кавказе, Бахти Герай в первую очередь добивался подчинения кубанских ногайцев. Вначале он разорил улусы кубанских мурз, которые заявили о своей лояльности к новому крымскому хану Каплану Гераю (1713—1716), и начал истребление знати родовых ответвлений кубанских ногайцев — касаи-улу и каспулат-улу. Бахти Герая поддержали ногайские роды Орак-оглу во главе с мурзами Арслан-беем, Юсуфом и Сумахом. Затем сераскир решил увеличить количество населения Прикубанья, опустошенного походом П. М. Апраксина в 1711 году.

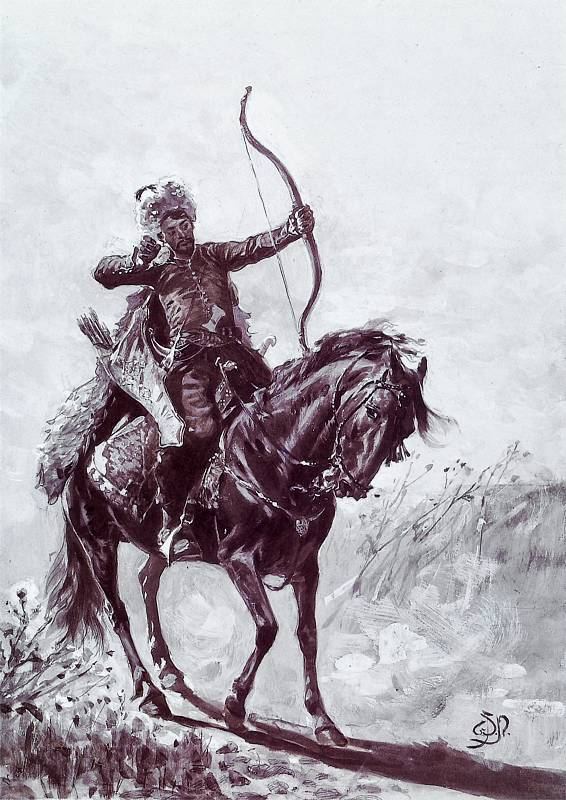
Крымскотатарский всадник

С 1713 года началась серия кровопролитных столкновений отрядов Бахти Герая с калмыками. В начале 1715 года кубанский сераскир Бахти Герай совершил успешный набег на калмыков под Астраханью, разорил ставку Аюки-хана. Бахти Герай вывел из Калмыкии в Прикубанье 1220 кибиток юртовских татар, а также других ногайцев, кочеваших в низовьях Волги. На Кубань были переведены улусы Эль-мурзы и Султан-Мамбет-мурзы Тинбаевых в количестве около тысячи кибиток. Из Калмыкии были выведены все едисанцы и джембуйлуковцы (10300 кибиток). Таким образом, «улус» Бахты-Гирея на Кубани увеличился более чем на 60 тыс. человек.
В 1716 году против Бахти Герая выступил его дядя и калга-султан Менгли Герай, который прибыл в Кубанскую орду по приказу хана Каплана I Герая. На его сторону перешли китаи-кипчакские мурзы. Тогда же кабардинцы захватили часть едисанцев и джембуйлуковцев и передали их калмыкам. На сторону калги Менгли Герая даже перешли казаки-некрасовцы, недовольные самовластием Дели-султана. Во время военных действий калга Менгли Герай смог перевести часть едисанцев и джембуйлуковцев в Крым и на Днепр. Бахти Герай заключил соглашением с калмыцким ханом Аюкой, обещая ему вернуть всех едисанцев и джембуйлуковцев в обмен на помощь в борьбе с китаи-кипчаками. В 1717 году в Прикубанье прибыл Чакдор-Джаб, старший сын и соправитель Аюки-хана, с большим калмыцким войском. Чакдор-Джаб разорил китаи-кипчакские улусы и вывел с Кубани едисанцев и джембуйлуковцев. Во время похода Чакдор-Джаб встречался с кубанским сераскиром Бахти Гераем «в урочище Кубанском городке Мажоре», оставив ему 170 калмыцких воинов.
Летом 1717 года кубанский сераскир Бахти Герай совершил большой разорительный поход на южные пограничные русские земли. В походе участвовали братья Бахти Герая — Аджи Герай, Белги Герай и Инам Герай. Бахти Герай выступил во главе кубанской орды, турецких, черкесских и азовских отрядов, с ними были 200 казаков-некрасовцев и 200 калмыков Аюки-хана. Татарские отряды, практически не встречая сопротивления, разорили окрестности Царицына, Пензы, Симбирска, Саратова, Инсара, Петровска и Ломова. Было взято в плен около тридцати тысяч человек. 11 августа 1717 года, когда орда Бахти Герая, отягощенная добычей и пленниками, направлялась на Кубань, между Волгой и Доном, в урочище на р. Бедерле, на неё внезапно напали донские казаки под командованием атамана В. Фролова. Произошла ожесточенная битва. Казаки смогли отбить от тысячи до полутора тысяч русских пленников, перебив до пятисот кубанцев.
В январе 1718 года Бахти Герай с 10-тысячным татарским войском совершил нападение на земли донских казаков, где безуспешно осаждал и штурмовал Черкасский город. Донские казаки смогли отстоять свою столицу, но кубанские татары сильно разорили окрестные земли, пленив многих жителей.
Крымские ханы были крайне недовольны самостоятельной политикой кубанского сераскира Бахти Герая. В мае 1718 года на Кубань из Большой Кабарды с войском прибыл сын крымского хана Саадета IV Герая (1717—1724) — Селим Герай. Решающий бой произошел на реке Кубань «у перевозу Мамет-Пиреева». 3-тысячный отряд Бахти Герая был полностью разгромлен превосходящими силами крымского царевича. Сам Бахти Герай бежал в горы. Позднее Бахти Герай примирился с крымским ханом Саадетом IV Гераем и весной 1721 года участвовал в его военном походе на Кабарду. В 1723 году хан отстранил Бахти Герая от должности сераскира и назначил новым сераскиром Кубанской орды своего сына Салаата Герая. Это отстранение было связано с репрессиями Бахти Герая против мятежных ногайских мурз. Вначале мурзы убили младшего брата Дели-султана, а он в ответ приказал умертвить несколько ногайских мурз.
В 1718-1720 годах русское правительство построило Царицынскую сторожевую линию, которая должна была защищать южные русские владения от набегов крымских и кубанских татар.
В 1723 году крымский хан Саадет IV Герай отправил против мятежного племянника Бахти Герая 5-тысячное татарское войско под командованием нурэддина. Затем Дели-султан поддержал мятеж крымских мурз во главе с могущественным Джан-Темиром Ширинским против хана Саадета IV, затем выступил против своего другого дяди и нового крымского хана Менгли II Герая (1724—1730). Бахти Герай обратился за помощью к калмыцким тайшам (Дондук-Омбо, Дондук-Даши и ханше Дармабале) для борьбы с новым крымским ханом. В 1725 году из Крыма на Кубань к Бахти Гераю бежал мурза Джан-Темир Ширинский, а вскоре за ним прибыл сам хан Менгли II Герай с войском. Отряды Бахти Герая и Джан-Темира были разбиты, а они сами бежали в Малую Кабарду. В том же году Бахти Герай разорил Большую Кабарду.
В начале 1726 года Бахти Герай вновь начал борьбу за власть на Кубани, прибегнув к помощи калмыков. Некоторые калмыцкие тайши, не признававшие власть хана Церен-Дондука, откочевали со своими улусами на Кубань. Оттуда они вместе с ногайцами Бахти Герая совершали набеги на турецкие владения. Только в 1726 году калмыки совершили с Бахти Гераем несколько рейдов под турецкую крепость Азов. В том же году Бахти Герай, спасаясь от преследований кубанского сераскира Салаата Герая, бежал к абазинам. Летом 1726 года Бахти Герай вышел из Абазинских гор и двинулся на Волгу, чтобы соединиться с калмыцкими союзниками. Вместе с ними Бахти Герай совершил новый набег под Азов, предложив своему сопернику Салаату Гераю заключить мирный договор. Однако Салаат Герай решил покончить с Бахти Гераем и в марте 1727 года отправился в поход на калмыков, но потерпел неудачу. В 1728 году Бахти Герай, заручившись поддержкой калмыков, заключил соглашение с Салаатом Гераем — «одному противу другаго не воевать». Вскоре сераскир Салаат Герай уступил Бахти Гераю и бежал в Черкессию.
Весной 1729 года Бахти Герай погиб, по некоторым данным, во время неудачного похода нового кубанского сераскира Имеата Герая на Кабарду.
По другим данным, обстоятельства его гибели были иные. Согласно сведениям, поступившим в Военную коллегию, весной 1729 г. Бахты-Гирей с небольшим отрядом отправился к темиргоевцам — «для взятья от них обыкновенной дани, которые-де черкесы давали ему… в дань тысячу ясырей». Ночью черкесы напали на его лагерь и убили вместе с братом, кубанским сераскером. Данное событие встревожило азовского пашу, отправившего своих посланцев к черкесам. Посланцы подтвердили гибель султанов от рук «Темиргонских Черкесов», узнав, что их тела копыльские татары взялись доставить «для ведома в Крым».